# Zuzana Števulová
Zuzana Števulová (* 24. července 1983 Martin) je slovenská právnička a lidskoprávní aktivistka. Od roku 2009 byla ředitelkou občanského sdružení Liga za ľudské práva. Od roku 2023 je poslankyní Národní rady Slovenské republiky za politické hnutí Progresívne Slovensko, v minulosti byla gestorkou koalice PS/SPOLU pro spravedlnost (PS = Progresívne Slovensko, SPOLU = SPOLU – občianska demokracia)

## Životopis
V roce 2006 absolvovala Právnickou fakultu Trnavské univerzity v Trnavě. Od roku 2005 působila v Lize za lidská práva (Liga za ľudské práva), jejíž ředitelkou se v roce 2009 stala. Pod jejím vedením získala Liga v roce 2013 cenu Velvyslanectví Spojených států amerických Obhájce lidských práv roku (Human Rights Defender of the Year) a cenu organizace Človek v ohrození za obranu lidských práv (2015). Angažovala se v iniciativě Chceme veriť, která během protestů Za slušné Slovensko prosazovala změny v policii, prokuratuře a v justici. Je členkou Výboru pro předcházení a eliminaci rasismu, xenofobie, antisemitismu a dalších forem intolerance a předsedkyní Správní rady Slovenského národního střediska pro lidská práva. V minulosti působila i jako vysokoškolská učitelka na Katedře mezinárodního a evropského práva Právnické fakulty Trnavské univerzity v Trnavě, kde měla na starosti Kliniku azylového práva.
V roce 2015 upozornila na tvrdý zákrok policistů v záchytném táboře Medveďov. Tehdejší slovenský ministr vnitra Robert Kaliňák požádal Úřad vysokého komisaře OSN, aby svého partnera Ligu za lidská práva vyměnil za jinou organizaci.
Roku 2016 bylo Zuzaně Števulové jako první Slovence uděleno prestižní ocenění International Women of Courage Award (Mezinárodní cena pro odvážné ženy), jež získala za velké osobní nasazení při obhajobě práv utečenců a migrantů.
V parlamentních volbách v roce 2023 kandidovala na 20. místě kandidátní listiny Progresivního Slovenska. Získala 8 538 preferenčních hlasů a byla zvolena poslankyní Národní rady SR. K roku 2025 figurovala jako místopředsedkyně poslaneckého klubu Progresivního Slovenska.